# مردم اینگوش
مردم اینگوش (به انگلیسی: Ingush people) یک گروه قومی قفقازی بومی قفقاز شمالی هستند که اکثراً در جمهوری اینگوش روسیه زندگی می‌کنند. اینگوش‌ها عموماً مسلمان سنی هستند و به زبان اینگوشی صحبت می‌کنند.

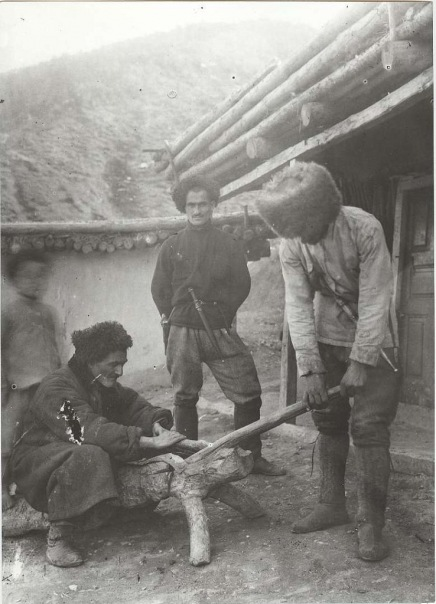
مردان اینگوش در حال کار، ۱۹۲۱